# Bill Puterbaugh
Bill Puterbaugh (ur. 6 czerwca 1936 w Indianapolis, zm. 9 października 2017 tamże) – amerykański kierowca wyścigowy.

## Życiorys
Puterbaugh rozpoczął karierę w międzynarodowych wyścigach samochodowych w 1967 roku od startów w USAC National Championship, gdzie jednak nie zdobywał punktów. W późniejszym okresie Amerykanin pojawiał się także w stawce USAC National Sprint Car Series, USAC National Midget Series, USAC National Silver Crown, IMCA Sprint Car Championship, CART Indy Car World Series oraz Indianapolis 500.
W USAC National Championship Puterbaugh startował w latach 1967–1971, 1975–1977 i 1979. Najlepszy wynik Amerykanin osiągnął w 1975 roku, kiedy uzbierane 560 punktów dało mu szesnaste miejsce w klasyfikacji generalnej.